# 이범진 (1852년)
이범진(李範晋, 1852년 9월 3일 ~ 1911년 1월 26일)은 조선국의 공조참판 등을 지낸 대한제국 시대 정치인이며 순국지사 출신이자, 자(字)는 성삼(聖三), 세종대왕의 다섯째 아들인 광평대군(廣平大君)의 17대손이며, 본관은 전주(全州)이다.

## 생애
이범진은 형조판서, 판의금부사, 어영대장 등을 지낸 조선 말기 무관(武官)이었던 이경하(李景夏)의 서자(庶子)였다. 이범진은 조선말기와 대한제국 때 이조참판, 형조참판, 공조참판 등을 역임했고, 아관파천 직후 법부대신 직책에 올랐다. 제2차 헤이그 만국 평화회의에 특사로 파견되었던 이위종(李瑋鍾)은 이범진의 차남이며, 대한제국 군주제 부활 기원 성향 복벽주의 독립운동가 이범윤(李範允)은 이범진의 육촌 동생이다.

### 관직 생활
고종 때인 1873년 생원시 입격 후 1879년 식년문과에 병과 급제하여 고종과 민왕후의 총애를 받아 법부대신 서리 직책에 올랐지만, 일본 정부의 주도로 발생한 1895년 8월 을미사변으로 친일파가 득세하여 모든 공직에서 물러났다. 그 해 10월에 춘생문 사건으로 고종을 피신시키려다 실패하고 중국으로 피신했다가 1896년 귀국했다. 그후 고종을 러시아 공사관으로 피신시킨 아관파천에 성공하여 친러 내각의 법부대신에 임명되었다. 법부대신 이범진은 명성황후 시해 사건의 배후를 캐는데 주력하다가 일본 정부가 가장 기피하는 인물이 되었다.
일본의 압박으로 신변이 위험해지자 고종의 배려로 1896년 말 주미 공사로 떠나 3년 동안 미국 전권 공사로 근무했다. 1899년 중반에 러시아, 프랑스, 오스트리아 3국 겸임 공사로 임명되었으나 부임하지 않다가 1900년 초에야 파리에 부임했다. 이 당시 대한제국은 일본의 견제와 간섭을 피하고자 러시아와의 외교관계를 강화시켜 나갔다. 이범진은 1901년 상트페테르부르크에 상주하는 초대 주러 전권공사로 임명되어 대한제국의 주권을 지키고자 혼신의 노력을 다했다. 특히 일제의 감시를 피해 고종 황제와 러시아의 니콜라이 2세 황제 사이의 이해를 증진시키고자 가교 역할을 충실하게 했다.

### 러시아에서 활동
1905년 을사늑약으로 인하여 일제가 대한제국의 외교권을 강탈한 다음 외국에 주재하는 대한제국의 공사관을 폐쇄하고 모든 외교관 철수를 명령했으나 이범진은 이에 불응하고 계속 상트페테르부르크에 주재했다. 1906년 일제의 강압으로 공사관이 폐쇄된 이후 주거지를 옮겨 1910년까지 여권발급 등 공사업무와 비공식적인 외교활동을 통해 국권 회복에 주력했다. 1907년 헤이그에서 개최된 제2차 만국평화회의에 대한제국 특사단을 파견하고자 주도적인 역할을 했으며 영어, 불어, 러시아어에 능통한 그의 아들 이위종을 이상설, 이준을 돕도록 헤이그에 동행시켰다.또한 러시아 황제 니콜라이 2세에게 대한제국 특사단의 신변 보호를 청원하여 특사단이 헤이그에 안전하게 도착할 수 있도록 하였다. 이후 1908년에는 아들인 이위종에게 10,000 루블을 지참시켜 연해주에 파견하여 연해주 지역 항일 의병단체의 무장 독립운동을 적극적으로 지원했다. 특히 해조신문등 고려인들의 신문 발간에도 후원을 아끼지 않았다. 이위종이 지참한 자금은 항일 의병들을 무장시키는데 사용되었고 이위종은 무장 독립운동 단체인 동의회의 조직 구성과 활동에 중추적인 역할을 했다.(*1만 루블: 현재 가치로 10억원 이상의 가치가 있는 것으로 추정됨)
후대에 와서 이범진을 당시 러시아와의 정치적인 친분 때문에 친러파로 평가하기도 하지만 그는 결코 러시아를 위해 일한 적이 없다. 당시 대한제국은 일본을 제어하기 위해서는 러시아의 힘이 필요했으며, 러시아 역시 동아시아에서의 영향력을 강화하기 위해서는 대한제국과의 긴밀한 외교관계가 필요했다. 그러나 러시아도 다른 제국주의 열강들과 마찬가지로 조선의 자원과 철도부설 등에서 자국의 이익을 취하려 했으며, 실제로 압록강 주변의 산립채벌권을 얻기도 했다. 하지만 이범진은 러시아의 대 한반도 수탈정책에 저항하다가 단기간이지만 전권 공사직에서 파직되기도 했다. 이범진은 조국의 독립과 이익을 우선 한다는 점에서 무조건적으로 러시아를 추종하는 친러 사대주의자가 아니며 조선 말기 자신만의 이익을 위하여 합종연횡하는 친일, 친청 세력과는 전혀 다른 외교관이었음을 알 수 있다.

### 최후
이범진은 1911년 1월 26일 조국의 패망에 절망하여 목을 매어 자결했다. 자결할 때 고통을 피하고자 머리에 권총 3발을 쏘았으나 모두 빗나가 벽과 천정에 박혔다. 당시 서울 주재 러시아 총영사 소모프는 이범진의 자살은 “적들에게 가장 잔인하고 확실한 복수”라고 평가하며 그의 죽음을 애도 했다. 그의 유해는 상트페테르부르크 교외에 있는 우스펜스키 묘지(현재의 북방묘지)에 안장되었으나 소련 시절의 대대적인 묘지 재구획 공사로 그의 유해가 멸실되어 지금까지 찾을 수 없다. 이러한 내용을 알게 된 김대중 대통령은 그가 묻혔을 곳으로 추정하는 곳에 순국비를 세우게 하여 지금에 이르렀다.
이범진은 순국 시에 고종에게 아래와 같은 내용의 유서를 남겼다. 또한 니콜라이 러시아 황제 그리고 서울에 있는 장남 이기종에게도 비슷한 내용의 유서를 남겼다.

태황제폐하께
우리 대한제국은 패망했습니다. 폐하께서는 모든 권력을 잃었습니다. 신은 적을 토벌할 수도, 복수할 수도 없어서 깊은 절망에 빠져 있습니다. 국권을 회복할 방책이 없다면 더 이상 살아야 할 이유도 없습니다. 자결 외에 제가 할 수 있는 일은 아무것도 없습니다. 신은 격분의 정을 이겨낼 수 없기에 오늘 목숨을 끊습니다.

## 사후
- 1991년 건국훈장 애국장이 추서되었다.

- 그의 차남인 이위종은 1905년 11월 11일 '블라디미르 세르게예비치 리'라는 이름으로 러시아 정교의 세례를 받고 며칠 후 러시아 귀족 가문의 엘리자베타 발레리아노브나 놀켄 양과 결혼했다. 이위종은 1907년 헤이그 특사로 파견되어 을사늑약이 대한제국의 고종황제의 승인 없이 일제의 강압으로 체결되었다는 것을 각국의 기자들 앞에서 폭로했다. 이때 그가 했던 연설문이 'A plea for Korea(한국의 호소)이다. 이위종은 이미 1904년에 2년제인 프랑스 생 시르 육군사관학교를 졸업했으나 아버지 이범진의 자결 뒤 4년 후인 1915년 또다시 상트페테르부르크에 소재한 러시아 블라디미르 사관학교에 입교하여 단기 교육을 수료했다. 그는 1915년 수료와 동시에 제1차 대전 전장인 동부 유럽 전선에 제정 러시아 장교로 배속되었다. 이위종은 블라디미르 사관학교 입교 직전 제정 러시아 니콜라이 2세 황제로부터 세습귀족 작위를 받았다. 이위종은 1917년에 볼셰비키 장교로 전향하여 일본군과의 이르쿠츠크와 우파 전투에서 혁혁한 전공을 세워 적기 최고 무공훈장을 받았다. 그는 소련 공산당 입당시에 자신의 행적을 기록한 자기 소개서를 제출한 뒤 실종되어 지금까지 그 원인이 밝혀지지 않고 있다.

## 가족 관계
- 고조부 : 이의헌(李義獻)
  - 종증조부 : 이문연(李文淵)
    - 재종조부 : 이인두(李寅斗)

  - 증조부 : 이복연(李復淵)
    - 조부 : 이인달(李寅達)
      - 백부 : 이원하(李元夏)
      - 숙부 : 이정하(李貞夏), 재종조부 이인두에게 출계
      - 아버지 : 이경하(李景夏)
      - 생모 : 단양 이씨 첩실
      - 적모 : 해주 오씨 부인
      - 계적모 : 풍양 조씨 부인
      - 서모 : 재령 이씨 첩실
        - 배다른 동생: 이범중

      - 서모 : 수안 이씨 첩실
        - 배다른 동생: 이범택
        - 배우자 부인
          - 장남 : 이기종(李璣鍾, 1873년 ~ 1931년) - 1894년 식년 진사시 3등 합격[1]
          - 장자부 : 능성 구씨 부인(綾城 具氏 夫人) - 구경하(具慶下)의 여식
          - 차남 : 이위종(李瑋鍾, 1884년 ~ ?)
          - 차자부 : 엘리자베타 발레리아노브나 놀켄(E. V. Nolken)

## 참고 자료
- 1900-1911년 상트페테르부르크의 대한제국 외교 공관 이범진 특명전권공사 활동에 관한 자료집. 외교부, 나무와 숲. 2018. - 225 쪽. 이 문서에는 다음커뮤니케이션(현 카카오)에서 GFDL 또는 CC-SA 라이선스로 배포한 글로벌 세계대백과사전의 내용을 기초로 작성된 글이 포함되어 있습니다.